# Nebelschütz
Nebelschütz (em alto sorábio: Njebjelčicy) é um município da Alemanha localizado no distrito de Bautzen, região administrativa de Dresden, estado da Saxônia.
Pertence ao Verwaltungsverband de Am Klosterwasser.